# ماکوتو یوکوهاما
ماکوتو یوکوهاما (ژاپنی: 横濱 誠؛ زادهٔ ۲۲ سپتامبر ۱۹۷۶) یک بازیکن فوتبال اهل ژاپن است.
از باشگاه‌هایی که در آن بازی کرده‌است می‌توان به باشگاه فوتبال میتو هولیهوک اشاره کرد.